# Форті-Майл
Форті-Майл (англ. Forty Mile — 40 миль, Ch’ëdäh Ndëk — мовою племені ген) — одне з найвідоміших і найстаріших поселень на канадському Юконі, наразі місто-привид. В українському перекладі воно найчастіше зустрічається під назвою «Сорокова Миля», що прижилося після буквального перекладу назви селища з англійської в оповіданні Джека Лондона «The Men of Forty Mile»
 — «На Сороковій Милі».
Селище було засноване старателями 1886 року на південному березі річки Форті-Майл, де вона впадає в Юкон. Майже покинуте під час Клондайкської золотої лихоманки 1896—1899 років, селище надалі слугувало місцевому племені Тшондек-Гвечин (англ. Tr’ondëk Hwëch’in) і окремим мисливцям, рибалкам, було поліцейським і митним пунктом. Зараз цим історичним місцем співволодіють і розпоряджаються плем'я Тшондек-Гвечин і уряд Юкону (Канада).

## Історія

### Заснування

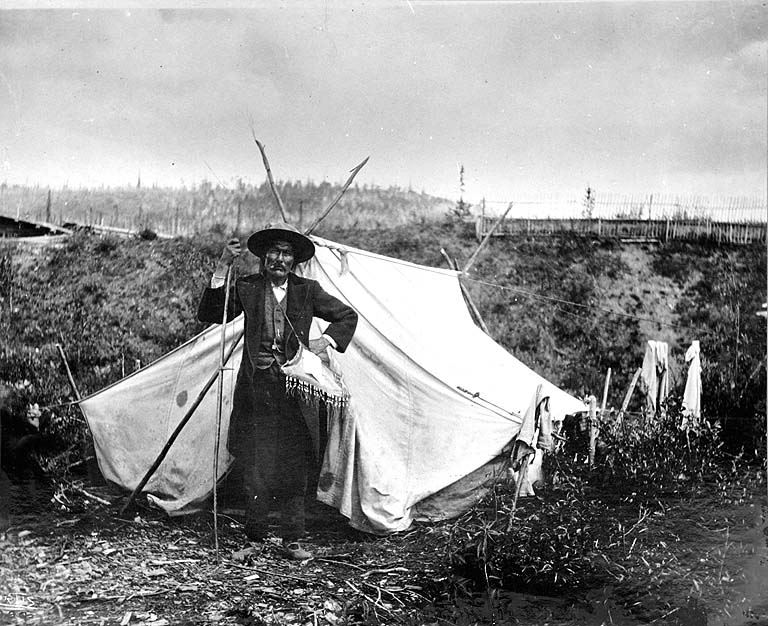
Індіанці племені ген — корінні мешканці цих територій. На знимку — вождь Ісаак (1847—1932)

Територія Форті-Майл використовувалася канадськими індіанцями задовго до заснування самого поселення. У цьому місці проходив маршрут сезонної міграції оленів через річку Юкон. Індіанці полювали там на оленів карібу, а на річці Форті-Майл ловили арктичного харіуса. Археологічні дослідження виявили кам'яні знаряддя праці, датовані 300 років до н.е.
1874 року представники Комерційної компанії Аляски — Джек МакКвістен і Альфред Мейо (Alfred Mayo) заснували факторію Форт-Релайянс, що розміщувалася вище по Юкону біля селища індіанців племені ген. Це була перша факторія у верхів'ях Юкону й відтоді стало традицією називати місця і річки за віддаллю від Форт-Релайянс. Саме тому Форті-Майл була так названа — і річка, і селище лежать на віддалі 40 миль (64 км) вниз по течії Юкону від Форт-Релайянс. Насправді від Форт-Релайянс до Форті-Майл 45 миль (72 км). Оригінальна назва річки мовою племені ген була Ch’ëdäh Dëk («Річка, що покрита листям»), яку старателі перекрутили на англ. Shitanda («Шітенда»). Перший білий дослідник цієї річки 1883 року Фредерік Шватка назвав її «Конусні горби» (англ. Cone Hill River), але ця назва не прижилася.

### Наплив старателів

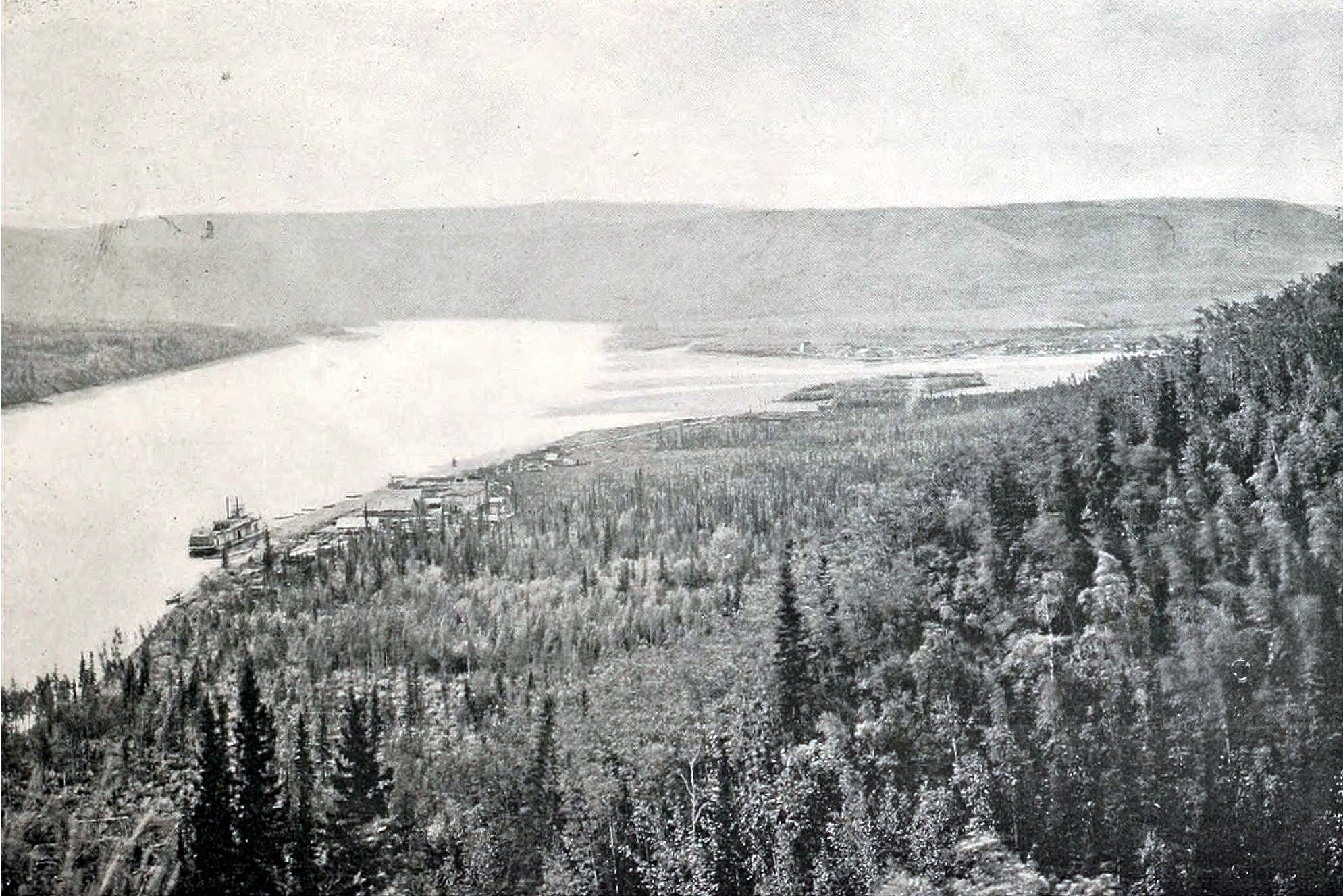
Форті-Майл і гирло річки Форті-Майл, вигляд на південь — вверх по течії Юкону. На передньому плані — з пароплавом біля причалу — Форт-Кудагі, на задньому плані, через річку — Форті-Майл, між ними розташовувався Форт-Константіне. 1897 р.

У 1874-му році Артур Гарпер (англ. Arthur Harper), Джордж Фінч (англ. Geourge Finch) і Фредерік Гарт (англ. Frederic Hart) знайшли сліди золота у гирлі річки, яку пізніше назвали Форті-Майл. Вважаючи, що основні золоті поклади розміщені вище по течії річки, вони спробували пройти трохи далі, але місцеві індіанці їх застерегли, що попереду є глибокий каньйон, які важко перейти, і вони облишили свої наміри. «Якби ж вони таки піднялися трохи вище по течії, то історія цієї частини Юкону була би, без сумніву, зовсім іншою. Пройшло ще тринадцять років перед тим, як там знайшли значні поклади розсипи золота».
До 1886 року район гирла річки Форті-Майл двічі розвідувався старателями, але без особливого успіху. У вересні 1886 двоє старателів, Гаррі Медісон і Говард Франклін, послухавши поради Артура Гарпера, компаньйона Джека МакКвістена, піднялися на 37 км вище від гирла Форті-Майл і відразу натрапили на розсипи золота. Це були перші багаті золоті розсипи на Юконі. Новина про них відразу звабила багатьох старателів. Поспішаючи до Форті-Майл з річки Стюарт, вони скупили все, що можна в тамтешній факторії, якою заправляв Гарпер, що потім майже спричинило голод серед тих, хто лишився там зимувати.
Гарпер побоювався, що наплив старателів до Форті-Майл спричинить гостру нестачу продуктів на всьому Юконі. Він намагався знайти спосіб, щоб передати новину про нові золоті розсипи Джеку МакКвістену, який якраз у Сан-Франциско замовляв наступну партію продуктів для Комерційної компанії Аляски, але вже настала зима й єдиний шлях до цивілізації був лише через Чилкутський перевал до селища Даї. Один доброволець погодився доправити цю новину до зовнішнього світу. У січні 1887 від річки Стюарт до порту Даї з новиною про нові розсипи золота вирушив Том Вільямс разом з індіанським хлопцем, якого звали Боб і трьома собаками. На жаль, Том не був ні професійним погоничем собак, ані досвідченим старателем, а лише механіком з пароплава. До них ще ніхто не пробував здолати зворотний маршрут від Юкону до Даї взимку. Ще до Чилкутського перевалу у них закінчилися харчі й загинули всі собаки. На самому перевалі їх захопила снігова буря й вони три дні провели засипані снігом, маючи лише сухе борошно, щоб не померти з голоду. Після бурі Вільям вже не міг ходити сам, тому індіанський хлопець чотири милі ніс його з перевалу до Овечої стоянки, а далі вже з допомогою інших індіанців його на санках доправили до Даї до лавки капітана Джона Гейлі. Туди відразу зібралися місцеві старателі, щоб дізнатися, що змусило прибулих зробити таку небезпечну подорож. Але Вільям через два дні помер, не промовивши жодного слова. Індіанський хлопець, взявши жменю бобів, сказав: «Все золото — як ці боби». Як тільки послабла зима, 200 старателів з Дайї подалися до Форті-Майл.

### Розквіт поселення

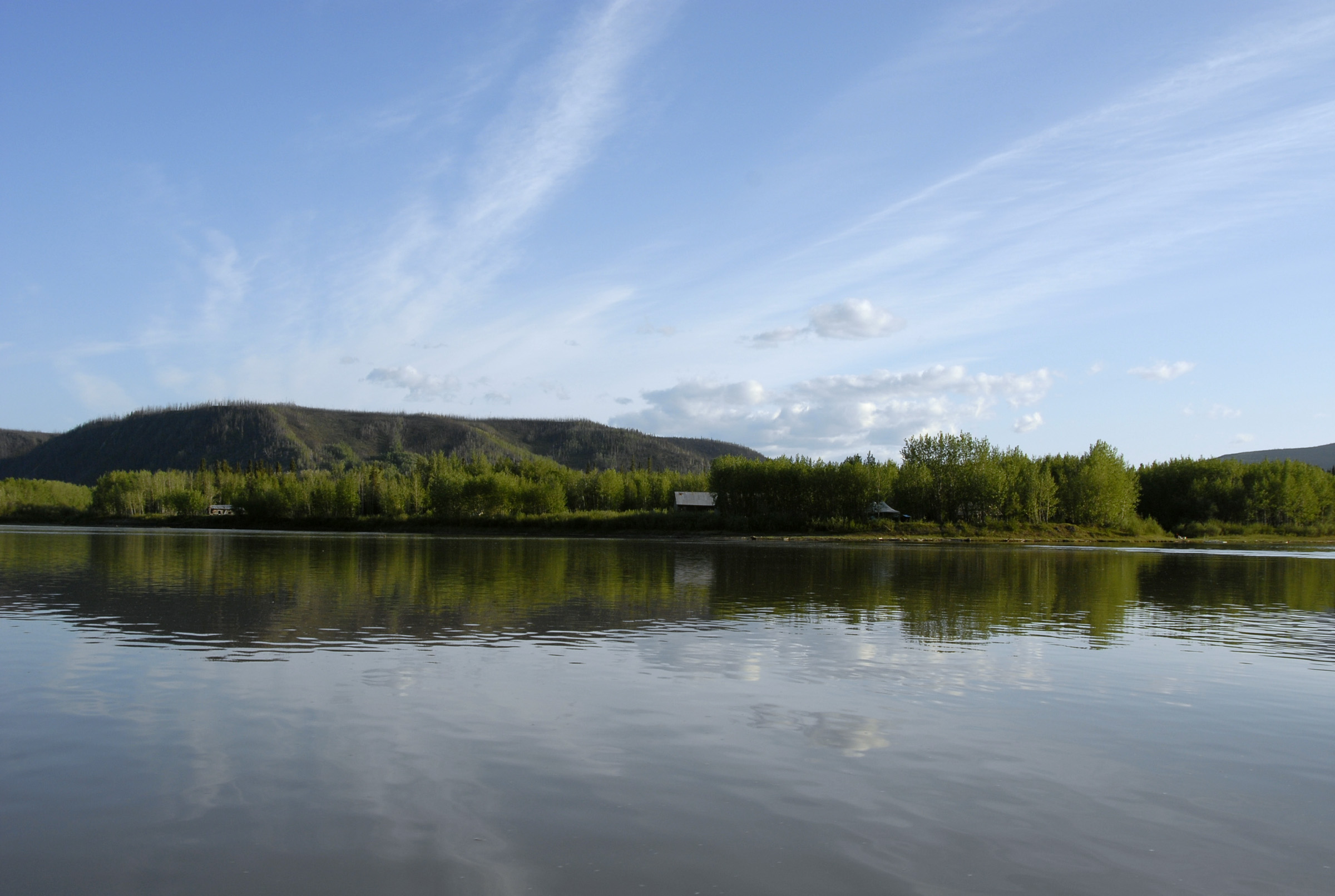
Історичне місце Форті-Майл з берегу річки Юкон. У центрі фото видно будинок Північно-Західної кінної поліції.

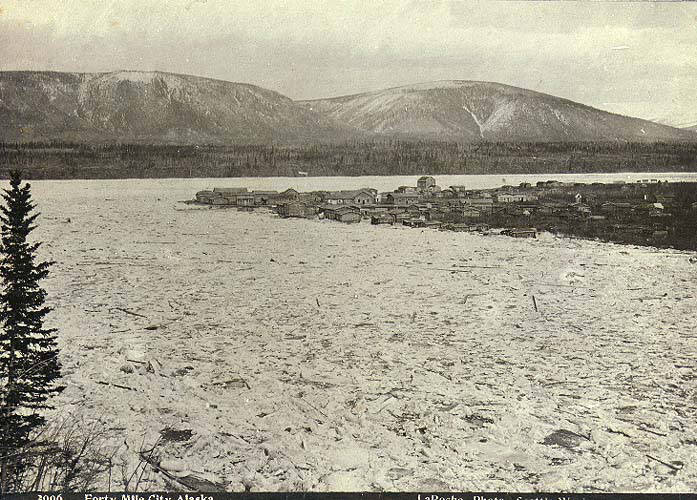
Форті-Майл у дні весняного льодоходу. Вигляд з протилежного берега однойменної річки. Найвища будівля на березі Юкону — поліцейський відділок.(бл.1897).

У 1886-1893 роках Форті-Майл було єдиним стаціонарним поселенням старателів на Юконі. Станом на 1894 Форті-Майл вже мав два магазини від Комерційної Компанії Аляски і Північно-Американської Торговельної і Транспортної Компанії. Кожна компанія мала по пароплаву, які в літню навігацію встигали робити по одному рейсу від селища Сент-Майкл до Форті-Майл (2 000 км в одну сторону). Форті-Майл мав свою бібліотеку, більярдний зал, 10 салунів, два ресторани, театр, оперу та кілька винокурень. До послуг мешканців були два лікарі, два ковалі, закрійник, годинниковий майстер — і це все лише на 1 000 мешканців селища і його околиць 1895 року. Усі будівлі були однотипними дерев'яними зрубами, і лише фальшиво декоровані фасади відрізняли ресторан від, скажімо, салуну чи опери.
Гаррі ДеВіндт так описував селище, яким він його побачив 1897 року: «… 80-90 жалюгідних кабін на брудному березі річки. Халупи розкидані аби-як, без жодного впорядкування, заболочені місця між ними засмічені корою обідраних дерев, порожніми бляшанками та іншим непотребом. Численні дерев'яні фундаменти позначають місця колишніх будинків. Великі вивіски зі словами „Готель“, „Салун“ і навіть „Будинок Опери“ прикрашають де-які будівлі, хоча часто бракує хліба і ніколи не закінчується спиртне.».
Національний склад жителів був різноманітним — американці, французи, німці, росіяни, шведи, чистокровний англієць і навіть два араби. «Було забавно зайти в салун і слухати мішанину різних мов».
Форті-Майл посідає визначне місце в історії Канади і Юкону. Саме там було відкрите перше значне родовище золота в самородках і розроблені нові технології промивання золота, як, наприклад, розігрів взимку мерзлого ґрунту вогнем від багаття. На Юконі це було перше поселення білих людей (1887), перше поштове відділення (1894), перша школа (1893), місце перших офіційних переговорів між урядом Канади та індіанцями племені ген. У Форті-Майл вперше був піднятий прапор Юкону, почали збирати мито (1894) і там же був заснований перший відділок Північно-Західної кінної поліції на Юконі (1895). Вважається, що саме на Форті-Майл були розпочаті спроби щось вирощувати на юконській землі. Зима 1892 року видалася дуже лихá — багато поселенців захворіли на цингу. Наступного літа більшість старателів розкопали південні схили під грядки на картоплю, капусту, турнепс, салат. Урожай був мізерний, але достатній для лікувальних цілей. Найкращий урожай зібрали ті старателі, які засадили городину на дахах своїх будинків. Саме поблизу Форті-Майл був знайдений один з найбільших золотих самородків на Юконі — вагою 56,8 тройських унцій (1,77 кг).
Попри те, що річка Форті-Майл була першим значущим родовищем золота, ніхто зі старателів там не розбагатів. Навіть найбільш удачливі старателі жили від сезону до сезону, і все, що було здобуто важкою працею, витрачалося на продукти, матеріали і випивку, а часом і на жінок. Найбільші родовища золота були відкриті на початку 20-го століття, коли справу до своїх рук перебрали великі компанії.
Перше об'єднання старателів — Орден Піонерів Юкону — було теж засноване у Форті-Майл у грудні 1894 року. До ордену приймалися лише старателі, що мешкали на Юконі з 1888 року. Головна мета Ордену — захист прав старателів, піклування про хворих та бідних. Девізом був вислів «роби іншим так само, як би ти хотів, щоб робили тобі». Першим президентом ордену був обраний Джек МакКвістен. На місці заснування Ордену — поблизу телеграфної станції — зараз розташовується камінь з пам'ятною табличкою.

### Занепад містечка

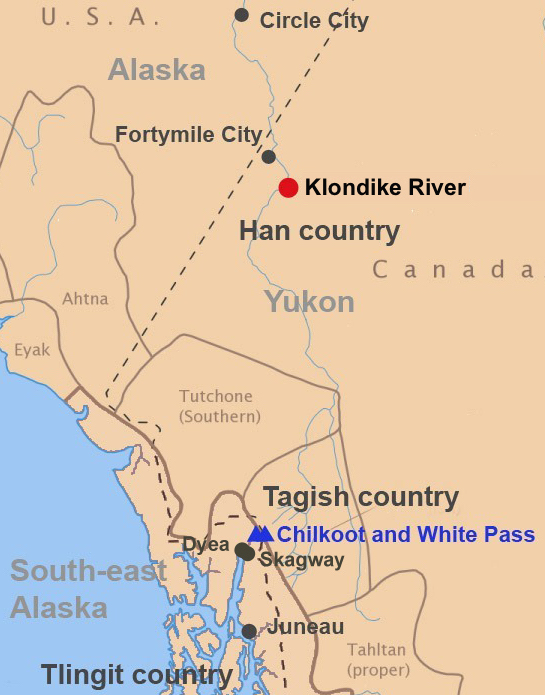
Форті-Майл розташований недалеко від місця, де Дж. Кармак відкрив золото

1893 року в районі Берч-Крик (350 км вниз за течією Юкону, територія Американської Аляски) відкрили розсипи золота і багато старателів з Форті-Майл перебралися до Серкл-Сіті. Через три роки, у серпні 1896, Джордж Кармак у салуні Біла Макфі оголосив про нове родовище золота на річці Клондайк. Річка була недалеко — лише 77 км вгору по Юкону, і цього разу майже все населення Форті-Майл кинулося у нову золоту лихоманку. Форті-Майл практично за одну ніч майже обезлюднів.

Старателі настільки поспішали до Клондайка, що покидали все своє майно. Своїх товаришів, які були на той час безпробудно п'яні, вантажили непритомними на човни у надії, що вони протверезіють у дорозі і щоб на їх ім'я зареєструвати ділянки. Канадський геодезист Вільям Огілві (англ. William Ogilvie) згодом писав: 
|  | Містечко знелюдніло, чоловіків, що були тижнями в стані хронічного запою, вантажили на човни як баласт і везли, щоб вони застовпили ділянки. Ділянки стовпилися і для друзів, яких на той час ще не було в цій країні. |

Форт-Константіне, що тоді складався з дев'яти будинків, обгороджених частоколом, був майже покинутий, оскільки всі поліцейські пішли за золотошукачами на Клондайк. 1897 року два будинки з Форт-Константіне були розібрані й доставлені до Доусон-Сіті.
Після завершення Клондайкської золотої лихоманки багато розчарованих старателів повернулися до Форті-Майл і він залишався невеличким поселенням з поліцейським відділком, магазином і місіонерством при англіканській церкві. У 1898 місто знову ожило з населенням близько 1000 мешканців — білих та індіанців. Але відкриття золота у містечку Ном у 1899 вкотре зрушило старателів з місця і Форті-Майл вже ніколи потім не відродився до попереднього стану. 1901 року поліцейський відділок був перенесений до самого поселення Форті-Майл, де продовжували службу один капрал і 4 констеблі, маючи одну собачу упряжку і два каное. У наступні роки поліція зупиняла всіх, хто проходив через Форті-Майл чи пропливав по річці і збирала податки за видобуте золото. Практикувалися особисті обшуки старателів, а для обшуків осіб жіночої статі спеціально з Вайтгорсу була найнята Кейт Райян — перша поліціянтка у складі ПЗКП. Ще через 10 років у Форті-Майл залишався лише один офіцер і один констебель. 1929 року поліцейський відділок було закрито, 1935 року знову відкрито і остаточно закрито вже 1938 року.
Втім, журналіст-історик А. Роан вважає, що занепад Форті-Майл почався ще за два роки до відкриття золота на Клондайку, а саме — коли до поселення прибула поліція і почала впроваджувати канадські закони.
1904 року у Форті-Майл проживало 29 індіанців, які згодом були переселені до індіанського заповідника Мусгайд (3 км нижче від Доусон-Сіті). У 1921 у містечку залишалося 23 мешканці. У 1930-х у Форті-Майл мешкало 6 осіб, включаючи поліціянта, митника, власника крамниці й оператора готелю. Згодом там ще проживало кілька рибалок і мисливців. Останній мешканець містечка — Біл Кутуре, який невпинно продовжував намивати золото, – помер 1958 року.

### Сучасний стан

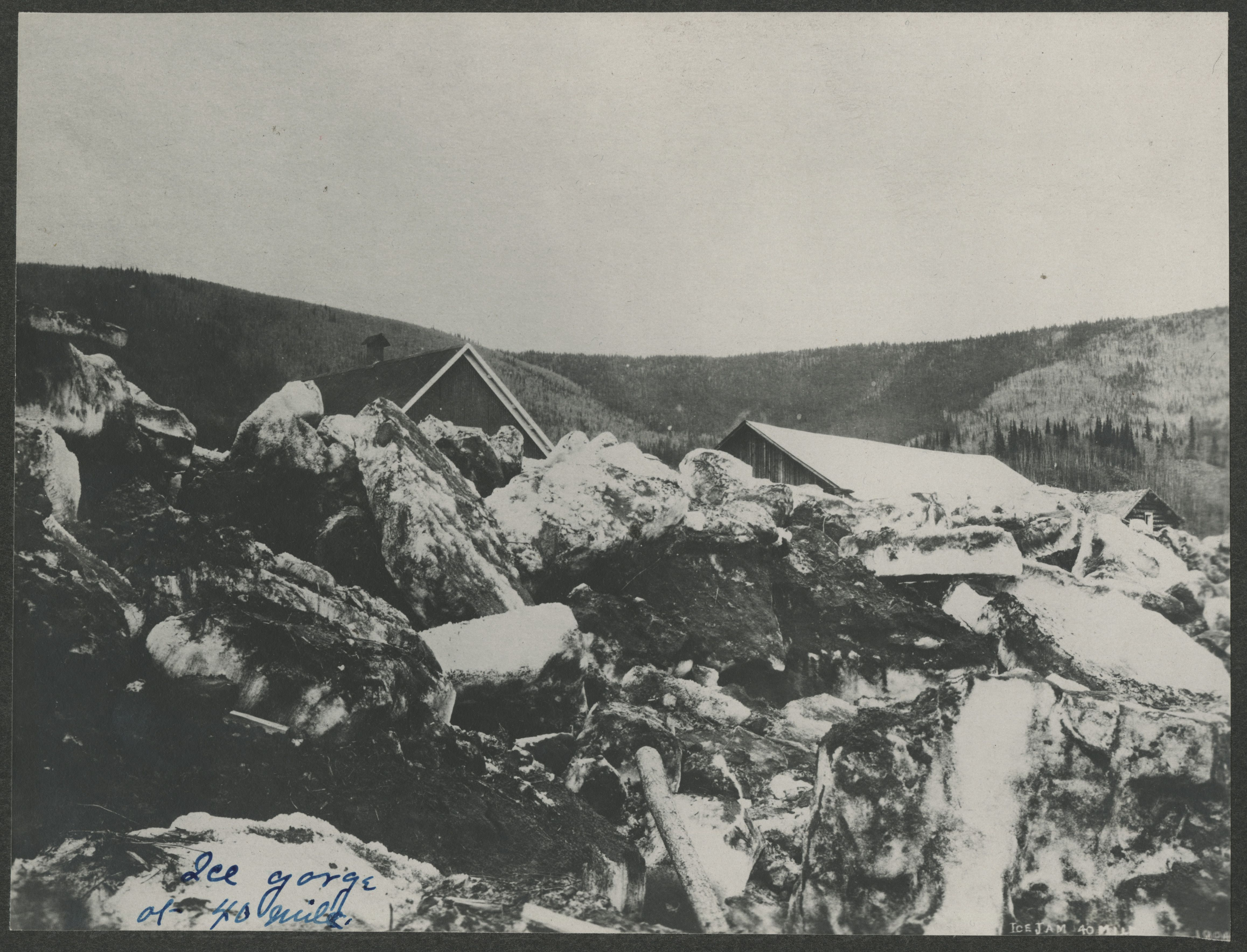
Льодяні затори біля будівель Форті-Майл (1904).

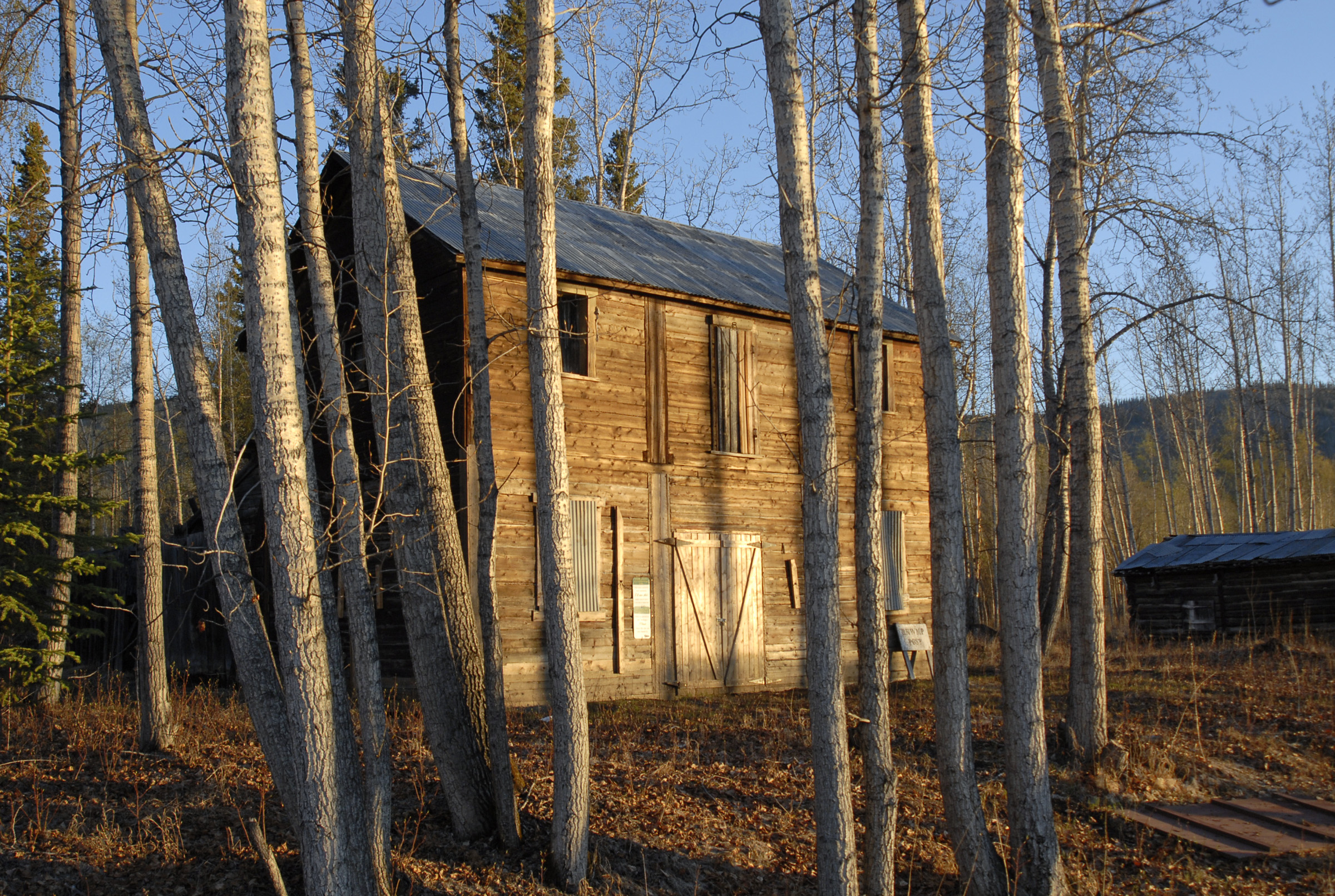
Відреставрований будинок Північно-Західної кінної поліції, що був перенесений з Форт-Константіне до Форті-Майл. Правіше від нього — телеграфна станція.
Вікна і двери закриті щитами на зиму.

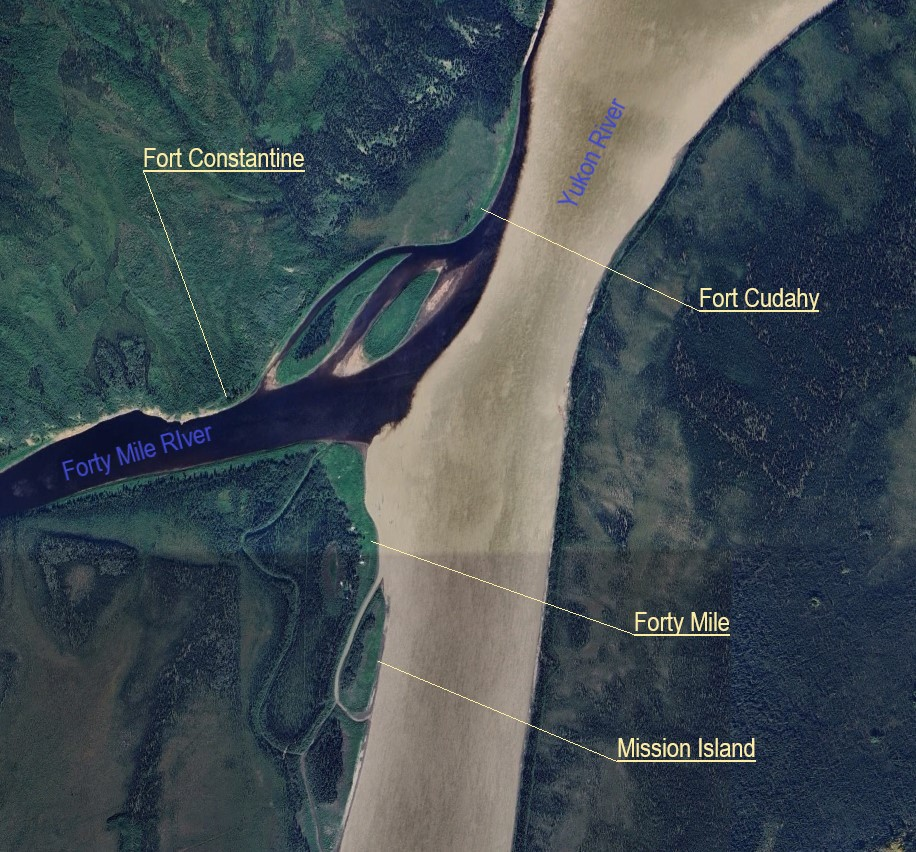
Поселення Форті-Майл та історичні місця в його околицях.

Протягом наступних років повені і весняні льодоходи невпинно знищували залишки містечка. Пошкоджена багаторічна мерзлота руйнувала фундаменти будинків. Шкоди додавали пожежі, спричинені туристами, і елементарне розкрадання майна. Будинок місії і школа були змиті повінню у 1940-х роках. 1967 року на річці Клінтон, яка впадає у річку Форті-Майл усього за 3 км вгору за течією від поселення Форті-Майл, компанією Cassiar Asbestos Corporation Limited був відкритий азбестовий рудник. Закинуте поселення Форті-Майл стає місцем відпочинку для гірників та їх сімей. У будинку англіканської церкви, що добре збереглася у Форті-Майл і яку відновили, були проведені кілька церемоній одруження. 1978 року рудник припинив роботу, але дороги до нього і металевий міст через річку Форті-Майл залишилися. Вони значно полегшують туристичний маршрут до Форті-Майл.
У період між травнем і жовтнем до Форті-Майл можна доїхати гайвеєм № 9 Вершина Світу, далі 33 км гравійною дорогою Clinton Creek Road, що звивисто проходить по водорозділу до колишнього азбестового рудника Клінтон Крік. І ще 3,5 км вниз ґрунтовою дорогою до річки Юкон. Ця ділянка складна і не кожна машина може її здолати, доїжджають туди зазвичай лише на повноприводних авто. Основна дорога у Форті-Майл — широка грунтова стежка по західному березі Юкону.
Взимку цей маршрут непроїзний. Інший шлях до Сорокової Милі – по річці Юкон, вниз по течії від Доусон-Сіті, або вверх по течії від американської Аляски.
1998 року Форті-Майл, Форт-Константіне і Форт-Кудагі були оголошені пам'яткою історії, а 2006 року був затверджений план з відбудови й розвитку заповідної території. Починаючи з 2003 року, у Форті-Майл проводяться реставраційні роботи, щоб привабити туристів. Відреставровані англіканська церква, телеграфний офіс, відділок поліції, поштова станція, будинок Аляскинської комерційної компанії. Загалом у Форті-Майл збережено 18 будівель. Біля кожної будівлі є стенд з фотографіями, детальним описом та цитатами з історичних документів. Всередині будівель порожньо. У середині будинку церкви — лише підлога й стіни. У будинку поліції на першому поверсі облаштували собі примітивне житло працівники, що доглядають за селищем. Будинок телеграфної станції використовується для просушування та зберігання деревини для ремонту будівель. У будинку Комерційної Компанії Аляски (покинутий з 1915 року) є де-які знаряддя та інструменти з часів золотої лихоманки. У колишньому магазині («Swanson's General Store») влаштоване житло для короткочасної зупинки подорожуючих взимку. Там є книга реєстрації прибулих, стіл, стільці, пічка з плитою, трохи дров, лежак та інші сучасні домашні пожитки. Вікна будинку захищені від ведмедів металевими гратками від старих ліжок та полотнами пилок.
У західній частині Форті-Майл зберігся один цвинтар (всього було п'ять цвинтарів), на якому ще є 46 надгрібних стовпців, але лише сім з них мають розбірливі надписи. Ще далі — залишки двох будівель, де зберігали померлих взимку, коли неможливо було вирити в ґрунті могилу.
Спеціально для туристів облаштоване місце для наметів, розведення вогню, туалети. Згідно з книгою реєстрації, кожного літа Форті-Майл відвідують близько 500 туристів, і ще 100 — взимку. Незареєстрованих туристів набагато більше.
Місця, де розміщувалися Форт-Константіне і Форт-Кудагі, перетворилися на болота і непридатні для відвідування.

## Побут

### Житло

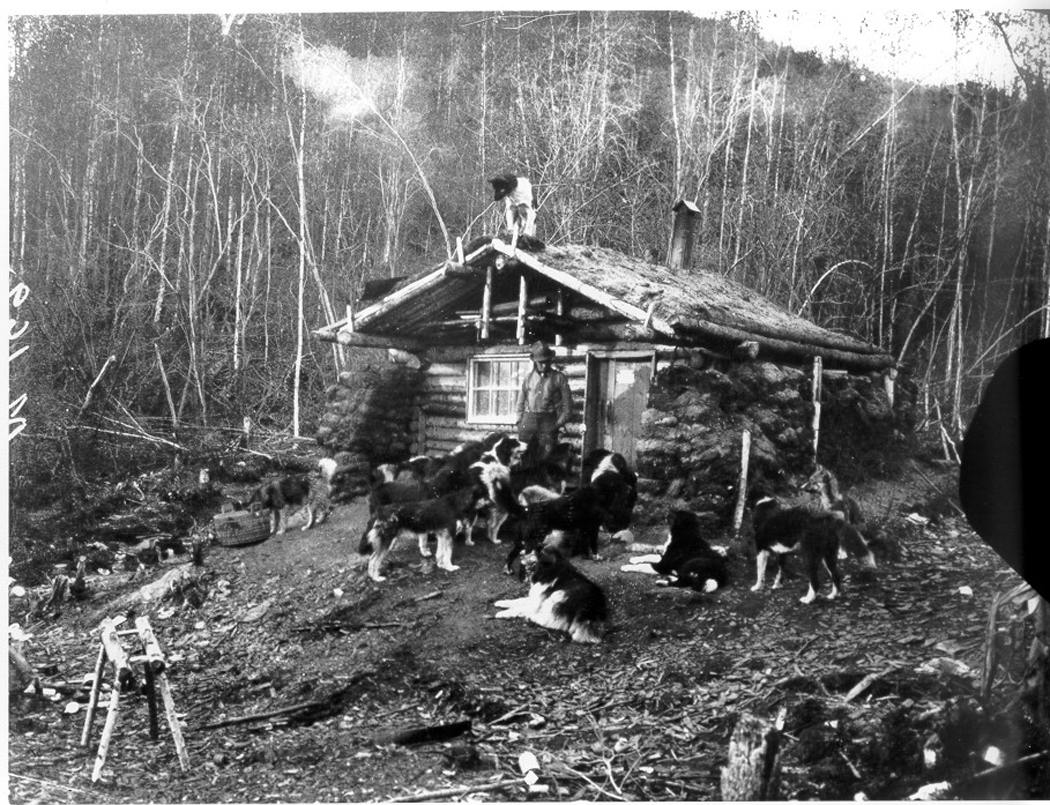
Типовий зруб старателів на Юконі (1901 р.)

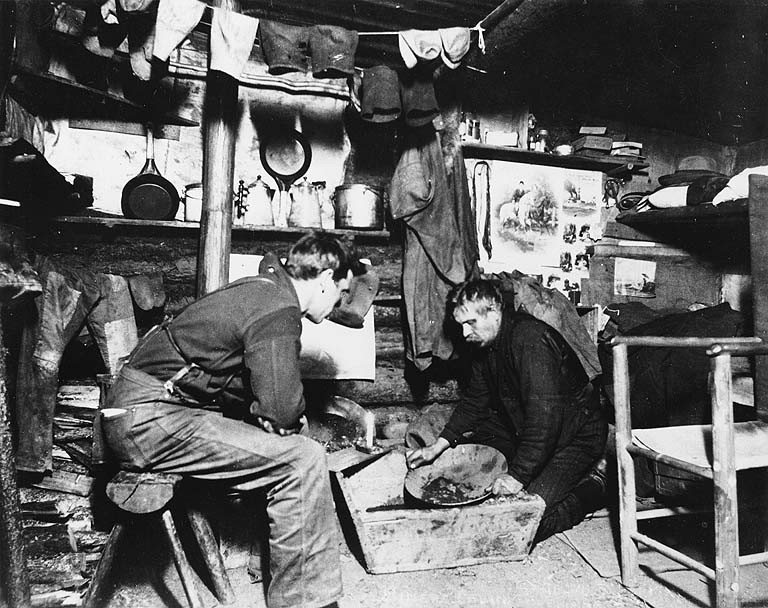
Старателі всередині зрубу (1898 р.)

У першу зиму у Форті-Майл жило близько 16 чоловік у трьох дерев'яних зрубах на острові у гирлі річки Форті-Майл, ще 5 чоловік збудували собі зруби на березі. Згодом перших жителів називали «16 брехунів» за їх неймовірні оповідки про золоті самородки. Перші будівлі були зроблені і обставлені дуже примітивно — печі з каменю й глини та плаский камінь замість плити. Замість скла у вікна вставляли брили прозорого льоду.
Згодом будівлі трохи вдосконалювалися. Типовий зруб мав розмір 7х8 м, одне приміщення, одні двері й одне вікно. Ділянку на забудову попередньо розчищали від гілок, листя та моху. Це порушувало теплоізоляцію вічної мерзлоти. Ґрунт починав відтавати, просідати й через кілька сезонів будівля перекошувалася. Перекривався зруб жердинами, на які вкладався шар моху завтовшки 1 фут (30 см), і такий же шар глини. Стеля добре тримала тепло взимку і не протікала під час дощу влітку. Утім, сильних злив вона все ж не витримувала. Примітивні меблі виготовлялися з обтесаного дерева, навіть завіси на дверях були дерев'яними. Вікна завішували виправленими шкірами оленів, тканиною, закладали порожніми пляшками. Це трохи пропускало світло досередини, але побачити щось назовні було неможливо.

### Торгівля
1889 року у Форті-Майл вже жило близько 200 старателів, коли Комерційна компанія Аляски почала регулярно доставляти товари своїм новим колісним пароплавом Arctic. Річка Форті-Майл була занадто мілка навіть для малих пароплавів, тому доставляти товари можна було лише по Юкону до гирла Форті-Майл. Перший пароплав з товарами прибув до Форті-Майл влітку 1886. На той час там ще не було жодної торговельної будівлі, тому торгівля велася з імпровізованого столу і за 48 годин всі запаси було розпродано.

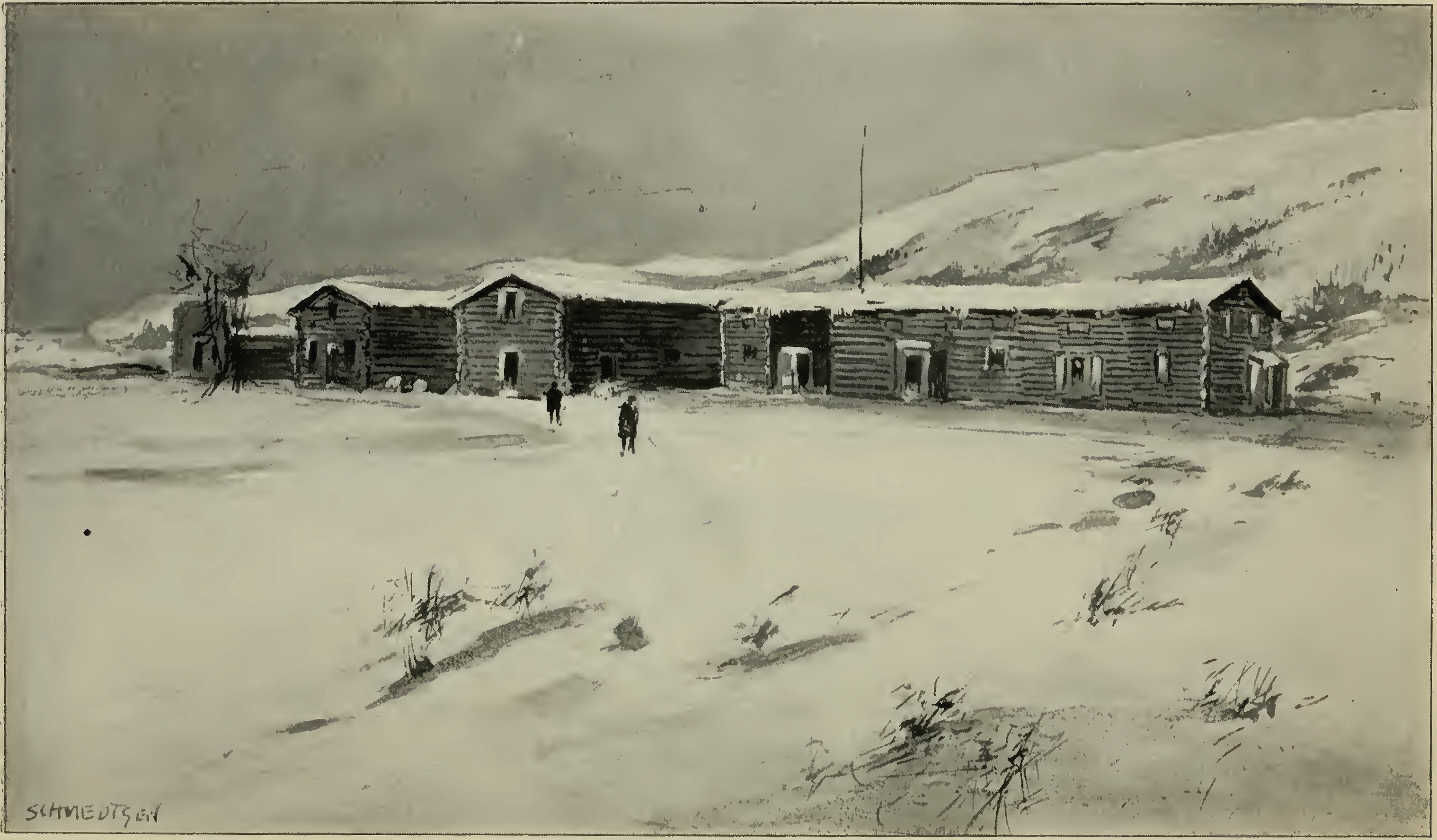
Форт-Кудагі у часи його найбільшого процвітання (1897). Через рік він буде повністю закинутий.

Джек МакКвістен і Альфред Майо разом з Артуром Гарпером  заснували восени 1887 року торговельний пункт у Форті-Майл. Він працював як факторія для індіанців і як лавка для старателів, але двох рейсів пароплавів ледве вистачало, щоб забезпечити старателів харчами й реманентом. Коли 1889 року новозбудований пароплав «Arctic» через поломки не зміг дістатися до Форті-Майл, багато старателів покинули селище на єдиному пароході «New Racket», але той все ж не встиг дістатися до Сент-Майкла і був затертий льодом. Старателі пішки добиралися решту 190 миль. Ті ж, що зосталися в Форті-Майл, провели дуже голодну зиму. Факторія МакКвістена була єдиними магазином для старателів аж до 1893. У цей рік, на північ через річку Форті-Майл, на західному березі Юкону була збудована факторія Північно-Американської Торговельної і Транспортної Компанії — Форт-Кудагі, оскільки сама річка Форті-Майл надто мілка навіть для невеликих суден. Утім, факторія МакКвістена залишалася більш привабливою для старателів, хоча у Форт-Кудагі товари були дешевші і кращого ґатунку. Головна причина — МакКвістен давав товари в борг — за долю від майбутнього добутого золота, а у Форт-Кудагі оплату вимагали негайно.
Огілві описував, як крамарі у Форті-Майл тримали в боргах старателів.
|  | Старатель, що попереднього сезону взяв у МакКвістена товари в борг, прийшов до Джека, маючи тверді наміри закрити цей борг. Після привітань «Як справи?» та «А у тебе як?» старатель запитав у Джека скільки він тому винен. Перевірка боргової книги виявила, що старатель винен трохи більше семи сотень доларів. Це його дуже збентежило: «Сім сотень! Джек, я маю лише п'ятсот, як я можу заплатити сім сотень, коли маю лише п’ять?» «Не журися, давай свої п'ять сотень, а решта боргу почекає до наступного разу, коли ти намиєш ще золота» «Але ж Джек, мені потрібно ще придбати дещо. Як я це зроблю?» «Що ж, ми дамо тобі в кредит, як і раніше це робили». «Але, чорт візьми, Джек, я ще не промочив горлянку» «Гаразд, іди трохи розважся, повертайся назад, заплати, скільки в тебе ще залишиться, а решту отримаєш в кредит». У кожної людини є слабкі сторони, яким вона не може опиратися, і коли після відвідин салуна старатель з майже порожніми кишенями повертається до лавки, крамар милостиво дозволяє набрати йому товарів, збільшуючи борг до дванадцяти сотень доларів, що мають бути виплачені наступного сезону, і так без кінця.» |

### Розваги

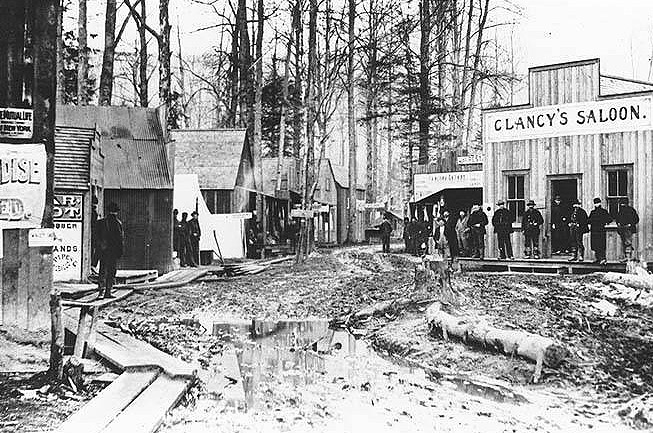
Типовий салун на Алясці кінця XIX століття

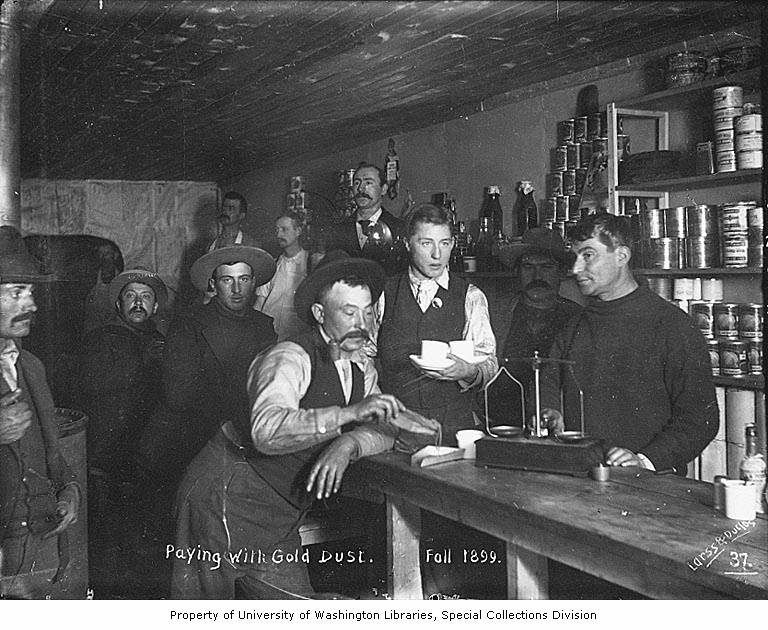
Інтер'єр салуну

Наприкінці 1887 у Форті-Майл відкрився перший салун і невдовзі до послуг старателів було вже 10 подібних закладів. У салунах у літній сезон, коли прибували пароплави з продуктами, продавали віскі по 50 центів за рюмку. Восени віскі вже сильно розводили водою, щоб вистачило на довше. Взимку ж готували місцевий алкогольний напій — «гучіну» (hootchinoo), використовуючи патоку, цукор, засушені фрукти і ягоди, закваску замість дріжджів і додаючи що-небудь для смаку. Називали цей напій Forty-Rod Whiskey — «віскі на сорок перчів», бо жартома казали, що воно здатне вбити людину на віддалі сорока перчів — приблизно 200 м. Згідно з місцевим етикетом, кожен, хто замовляв собі випивку, пригощав усіх, хто був у полі зору. Відмовитися було б смертельною образою, хіба що б прийняти сигару за таку ж ціну замість випивки. Готівка на Юконі не водилася, тому всі розрахунки за спиртне здійснювалися золотим піском, який міряв бармен. Старатель, котрий давав свій мішечок із золотом бармену, відвертався спиною до нього, коли той відважував оплату, оскільки дивитися на цей ритуал означало б сумніватися в чесності бармена. За таких традицій кількох візитів старателя до салуну вистачало, щоб повністю витратити все, що було зароблено ним за літній сезон. 
Де Віндт писав, що «.. провізія коштує половину своєї ваги в сріблі, а інколи (у голодні часи) — удесятеро більше, ніж вага золота» .
Розваг було обмаль — інколи заїжджали бродячі актори з простенькими виставами й водевілями, влаштовувалися досить нудні танці «скво-данс», у яких партнерками старателів були місцеві незворушні індіанки. І ще кілька жінок «сумнівної репутації» скрашували життя у селищі під час довгої безсонячної зими.

### Життя індіанців
Індіанці племен Ген і Танана відразу налагодили торгівлю з білими поселенцями. У 1880-ті роки епідемія віспи значно зменшила чисельність індіанців і ті, що вижили, згодом перебралися до околиць Форті-Майл, узявши на себе забезпечення містечка м'ясом, дровами, шкіряним одягом та унтами. Ціни на їхні товари були дуже високі. Бішоп Бомпас скаржився, що «Ніщо не може бути більшим контрастом, ніж стан жалюгідної бідності …, в якому жили індіанці тридцять років тому, і багатство та марнотратство, з яким вони викидають сотні доларів на зайву їжу, одяг та інші сумнівні речі. Індіанці встановлюють такі високі ціни на м'ясо і паливо, що скромному місіонерові важко жити поміж них…».
Утім, корінне населення й білі поселенці жили в мирі й злагоді, чому значно сприяла місіонерська діяльність єпископа Бомпаса. Багато білих чоловіків Форті-Майл жили з жінками-індіанками. Це були різні стосунки — деякі старателі офіційно одружувалися, інші просто жили разом. Ставлення до жінок-індіанок теж було різним. Частина чоловіків ставилися до них, як до рівноправних партнерів і навіть піклувалися, щоб їхні спільні діти отримували освіту в цивілізованому світі. Інші чоловіки залишали своїх співмешканок і спільних дітей як тільки їм захотілося пошукати золота деінде. Були й чоловіки, які просто кидали індіанок при появі білих жінок. Інколи збори старателів ставали на сторону покинутих індіанок з дітьми і змушували білих чоловіків або виплачувати компенсацію, або одружуватися.

## Церковне життя
Відразу на наступний рік після заснування, до Форті-Майл був відряджений від англіканської церкви диякон Дж. Еллінгтон, але його особисті якості, а також незнання мови племені Ген зробили його мішенню досить грубих насмішок з боку старателів, тому наступного року він утік з поселення.
Лише у серпні 1892 року новий єпископ Вільям Бомпас разом з дружиною Шарлоттою оселилися у Форті-Майл. Відразу була відкрита перша місіонерська школа на Юконі від англіканської церкви, у якій дружина єпископа навчала індіанських дітей. Сама школа й місія перебували на окремому острові (англ. Mission Island), щоб відмежуватися від питних і гральних закладів Форті-Майл. Єпископ був відомий своєю невимогливістю до побуту та аскетичним способом життя, готовністю завжди допомогти ближньому, але його проповіді не мали особливого успіху серед старателів. Заледве два десятки старателів відвідували церкву. Вони не розуміли, що робить єпископ у цих краях, і віддавали перевагу посібникам з гірничої справи перед Біблією. Коли ж Бомпас спробував роздавати старателям релігійні книги, вони натомість питали за книги про історію й подорожі. Утім, дружину Бомпаса поважали і на перше Різдво (1892) їй подарували великий золотий самородок. Наступні представники англіканської церкви у 1894 та 1895 роках також мали більший успіх серед індіанців, ніж серед старателів. Навіть будинок місії та місіонерську школу будували індіанці. Лише кілька місцевих дітей відвідували її. Для індіанців віддати дитину в школу означало, що сім'я втрачала помічника і що сама дитина не набувала навичок життя в індіанському племені, тобто вже не могла потім знову прижитися у племені. Тому до школи віддавали дітей-сиріт, або тих, кого покинули батьки. Місіонерська школа таким чином перетворилася на дитячий притулок для індіанців. 1901 року єпископ Бомпас перевів школу до Каркрос, яка отримала там назву «Chootla Residential School». Це знаменувало початок культурного занепаду багатьох індіанських сімей.
Католицька церква також присилала своїх наставників до Форті-Майл. 1895 року отець Уільям Джадж прибув до селища, але й він не міг знайти спільної мови зі старателями. На той час старателі вже освоїли зимові технології добування золота і взимку працювали на своїх ділянках. У Форті-Майл залишилося не більше 150 людей і отець більше місяця в морози і хурделиці обходив старателів вверх по течії річки. Втім, пізніше він визнавав, що лише кілька чоловіків були вірними католиками, решта — непрактикуючі католики, або невіруючі.

## Державні служби

### Впровадження законів

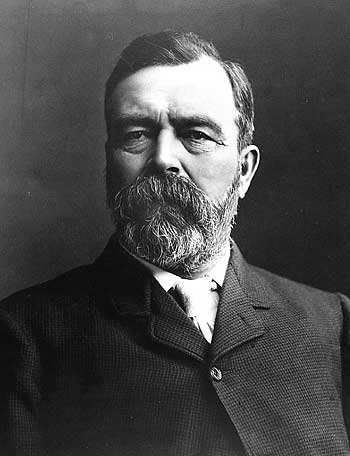
Вільям Огілві — визначний канадський геодезист, дослідник і Комісар Юкону

На початках Форті-Майл, розташовуючись на канадській території, фактично жив за американськими законами, не сплачуючи Канаді мита за американські товари. Навіть поштові відправлення мали американські марки, оскільки більшість жителів були американцями і вважали, що перебувають на американській території. У перші роки у Форті-Майл не було мера чи управління, поліції, тюрми і писаних законів. Ніхто не голодував, хоча бідняків було багато. Кредити в лавках були без обмежень. Навіть без грошей (тобто золота) старатель міг отримати все, що йому потрібно, в борг. Новини про нові золоті поклади відразу ділилися між всіма. Замків на будинках не існувало і будь-хто, навіть за відсутності господаря, міг зайти до хати, розвести вогонь, перехопити своїх харчів, переспати на ліжку господаря й піти далі своєю дорогою. Гість лише мусів прибрати за собою й приготувати запас дров на розпалювання вогню. Це було більше, ніж ввічливість, оскільки в зимову пору життя людини інколи залежало від того, наскільки швидко можна розвести вогонь.
Закони впроваджувалася на загальних зборах старателів, як це колись практикувалося під час золотої лихоманки в Каліфорнії, і рішення у кримінальних чи цивільних справах приймалися більшістю голосів. За серйозні злочини (як, наприклад, замах на вбивство чи крадіжка) винного виганяли з поселення, давши йому на дорогу лише мінімальний запас провізії. У зимовий час це був майже смертельний вирок. Утім, у Форті-Майл було всього кілька таких випадків покарання. Згодом ці збори стали проводити в салунах, рішення часто приймали на користь штрафів, якими тут же розплачувалися за спиртні напої.
Канадський уряд ще 1889 року розглядав можливість запровадити канадські закони у Форті-Майл, але Вільям Огілві, що за дорученням від уряду Канади проводив геодезичні вишукування у цьому районі, зумів переконати урядовців, що більш суворі канадські норми змусять старателів оселитися на американській території. За його рекомендацією, у Форті-Майл у перші роки ніякі обмеження у старательстві не впроваджувалися.
1893 року єпископ написав дві скарги до комісара у справах індіанців в Оттаві, де описував спільні пиятики та бешкети білих та місцевих жителів, часто зі стріляниною. Його скарги не привернули увагу урядовців, але того ж року надійшов лист від секретаря Північно-Американської Торговельно-транспортної компанії. У цьому листі йшлося про ніби-то несправедливе рішення судових зборів старателів Форті-Майл, які обклали великим штрафом Джона Гейлі, управляючого Форт-Кудагі. Джон був американським громадянином, тому скарга мала вже міжнародний статус. Це був саме той Джон Гейлі, що раніше тримав лавку в Даї, і один з перших дізнався про золото на річці Форті-Майл. За першої ж нагоди старателі помстилися йому за вимоги негайної оплати за товари. Був лист і від Огілві, який вважав, що вже настав час запровадити у Форті-Майл канадські порядки. У відповідь канадський уряд направив двох поліціянтів для наведення порядку зі спиртним і «розпустою». Проте основною причиною відправлення поліцейських до Форті-Майл було збирання мита і той факт, що уряд Канади остерігався можливої анексії території американцями.

#### Поліція у Форті-Майл

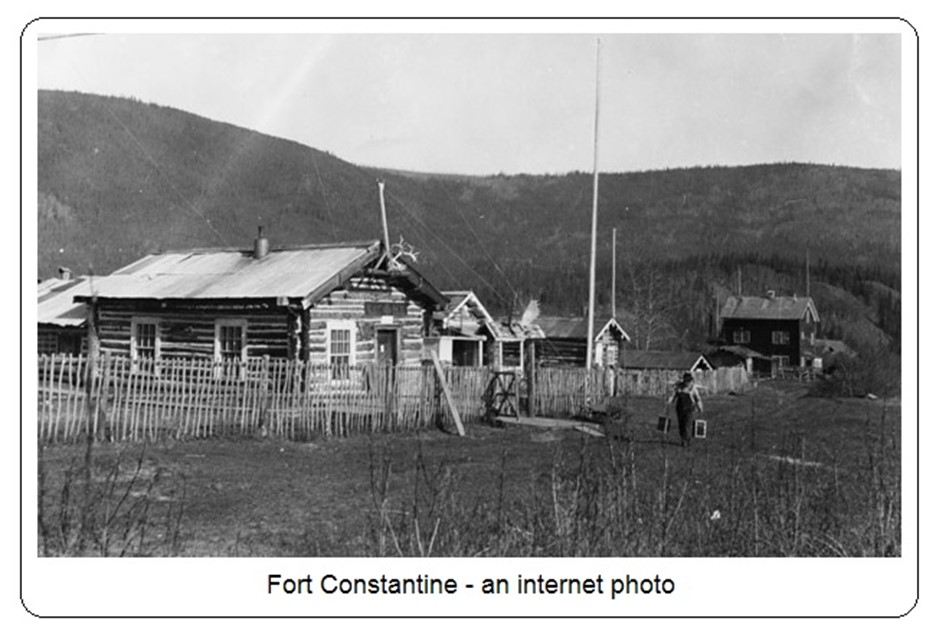
Форт Константіне (Юкон), прибл.1897 р. Будинок праворуч згодом буде перенесений у Форті-Майл.

У серпні 1894 року інспектор Чарльз Константіне і сержант Чарльз Браун прибули у містечко. Константіне пробув там чотири тижні. Він викупив 320 акрів території на північному березі річки для майбутньої поліцейської дільниці й повернувся у Вікторію (Британська Колумбія, Канада) для написання звіту. Сержант залишився зимувати на Юконі. Звіт Константіне був першим офіційним документом, що описував поселення, будівлі, місцевих людей, їх життєвий уклад, географію і клімат у Форті-Майл. У звіті було відзначено, що злочинність у Форті-Майл та його околицях була на дуже низькому рівні. Зареєстровано було лише три випадки, коли потрібне було втручання поліції. У одному з них чоловіка змусили залишити країну після того, як він зійшовся з чужою жінкою (щоб не спровокувати помсти колишнього чоловіка). Інші випадки — продаж спиртного індіанцям і бійка. У останньому випадку обвинувачений утік з території Канади. Поліцейські утвердили канадські порядки в містечку й зібрали за перший сезон 3200 доларів мита, яким обкладали продавців алкоголю і добуте золото. Через рік Константіне разом з дружиною і малолітнім сином повернувся з цілим відділком — 20 поліцейських — і заснував Форт-Константіне поряд Форті-Майл, на північному березі річки, по сусідству з факторією Кудагі. У складі поліцейського відділку були також медик-хірург та інспектор. Відразу при будівництві форту виявилося, що придбана територія була болотиста, кишіла комахами і взагалі була мало придатна для поселення. Але будівництво форту продовжувалося і невдовзі було споруджено дев'ять будинків та обнесено їх частоколом.
Старателі не були раді новим порядкам, оскільки оплата за реєстрацію ділянки зросла вп'ятеро й стала коштувати $15, а сама ділянка була обмежена 500 футами (152 м). Усього кілька за кілометрів на захід, на території американської Аляски, заявка коштувала $2–$3, а ділянка була 1320 футів (402 м). Утім, відкритого опору старателів новим порядкам майже не було. Улітку 1896 року відбулося перше і єдине протистояння зборів старателів і поліцейських. Конфлікт виник через ділянку, яку рішенням зборів конфіскували у власника за несплату боргів і спробували продати іншому старателю. Константіне застосував всю свою владу й авторитет, щоб утвердити, що лише представники влади мають право розв'язувати подібні конфлікти. Від осені 1896 року збори старателів, як судові засідання, припинилися.
Але найбільше невдоволення місцевих старателів викликало розпорядження Константіне, що забороняло жінкам-танцівницям носити панталони. Деякі старателі вирішили, що у Форті-Майл вже забагато цивілізації та правил, і подалися далі в менш обжиті місця.
Чарльз Константіне, що мав звання суперінтенданта, у 1898 році покинув Юкон, але чотири роки життя на півночі все ж підірвали його здоров'я.
Під час Клондайкської золотої лихоманки кілька будинків з Форт-Константіне було перевезено до Доусон-сіті. 1901 року останній з будинків був перенесений через річку до Форті-Майл, де наступні кілька років продовжували нести службу п'ять поліцейських.

### Поштова служба
Американський генерал Фредерік Фанстон, який провів кілька років на Алясці і Юконі (ще не бувши тоді військовим, а лише працівником міністерства сільського господарства США), згодом так описував 1892 рік: 
|  | ...Форті-Майл — найбільш усамітнене поселення на Землі, де ніч триває всю зиму, а день — усе літо, і де пошта приходить лише раз на рік. Ми були перші, хто прибув туди цієї весни, і привезли із собою річний запас новин для трьох сотень білих чоловіків, які разом з індіанцями становили населення цього золотодобувного табору на далекій півночі. Містечко розташоване по ліву руку на західному березі Юкону, у гирлі річки Форті-Майл. Серед старателів були чоловіки різних ґатунків, які проводили літо у вимиванні золота в лотках, а зиму — у грі в покер і балачках. |

Пошта потрапляла у Форті-Майл лише один раз на рік з пароплавом. Інколи листи привозили новоприбулі старателі, але це було радше виняток, ніж правило, оскільки старателі мали достатньо поклажі, щоб ще перейматися поштовими відправленнями.

## Клімат
| Клімат Форті-Майл (1887 рік) | Клімат Форті-Майл (1887 рік) | Клімат Форті-Майл (1887 рік) | Клімат Форті-Майл (1887 рік) | Клімат Форті-Майл (1887 рік) | Клімат Форті-Майл (1887 рік) | Клімат Форті-Майл (1887 рік) | Клімат Форті-Майл (1887 рік) | Клімат Форті-Майл (1887 рік) | Клімат Форті-Майл (1887 рік) | Клімат Форті-Майл (1887 рік) | Клімат Форті-Майл (1887 рік) | Клімат Форті-Майл (1887 рік) | Клімат Форті-Майл (1887 рік) |
| Показник                     | Січ.                         | Лют.                         | Бер.                         | Квіт.                        | Трав.                        | Черв.                        | Лип.                         | Серп.                        | Вер.                         | Жовт.                        | Лист.                        | Груд.                        |                              |
| Абсолютний максимум, °C      | −14,4                        | 0,0                          | 4,4                          | 9,4                          | 16,7                         | 26,7                         | 27,2                         | 24,4                         | 17,2                         | 10,6                         | −5,6                         | −14,4                        |                              |
| Абсолютний мінімум, °C       | −55,6                        | −53,3                        | −38,3                        | −38,9                        | −20,6                        | −1,1                         | 0,6                          | 2,8                          | −15                          | −17,2                        | −38,9                        | −48,3                        |                              |
| ---------------------------- | ---------------------------- | ---------------------------- | ---------------------------- | ---------------------------- | ---------------------------- | ---------------------------- | ---------------------------- | ---------------------------- | ---------------------------- | ---------------------------- | ---------------------------- | ---------------------------- | ---------------------------- |
| Джерело: .                   |                              |                              |                              |                              |                              |                              |                              |                              |                              |                              |                              |                              |                              |